# تارنا (استان کرجالی)
تارنا (به بلغاری: Tarna) یک منطقهٔ مسکونی در بلغارستان است که در شهرستان آردینو واقع شده‌است.
 تارنا ۲٫۴۵۸ کیلومتر مربع مساحت و ۴۲ نفر جمعیت دارد.